# Roberto Moya
Roberto Saturnino Moya Sandoval (Havana, 11 de fevereiro de 1965 – Espanha, 21 de maio de 2020) foi um atleta, lançador de disco, nascido em Cuba. Ganhou medalha de bronze nos Jogos Olímpicos de Barcelona, em 1992. Já no final da sua carreira, em 2001, optou pela cidadania espanhola.
Morreu no dia 21 de maio de 2020 na Espanha, aos 55 anos.

## Feitos alcançados

### Melhores marcas pessoais
| Prova              | Data                | Local        | Marca   |
| ------------------ | ------------------- | ------------ | ------- |
| Arremesso do disco | 22 de junho de 1990 | Havana, Cuba | 65.68 m |
| Arremesso do peso  | 2001                | Cuba         | 16.14 m |

### Palmarés
| Ano  | Evento                                        | Local                        | Marca   | Posição        | Observações              |
| ---- | --------------------------------------------- | ---------------------------- | ------- | -------------- | ------------------------ |
| 1986 | II Campeonatos Ibero-Americanos               | Havana, Cuba                 | 59.04 m | 1º             | Medalha de Ouro          |
| 1987 | XI Campeonatos Centro-Americanos e do Caribe  | Caracas, Venezuela           | 60.10 m | 1º             | Medalha de Ouro          |
| 1989 | XII Campeonatos Centro-Americanos e do Caribe | San Juan, Porto Rico         | 62.12 m | 1º             | Medalha de Ouro          |
| 1989 | XV Universíada de Verão                       | Duisburg, Alemanha Ocidental | 63.78 m | 3º             | Medalha de Bronze        |
| 1990 | XVI Jogos Centro-Americanos e do Caribe       | Cidade do México, México     | 64.64 m | 1º             | Medalha de Ouro          |
| 1991 | III Campeonatos Mundiais                      | Tóquio, Japão                | 61.44 m | 8º             |                          |
| 1991 | XI Jogos Pan-Americanos                       | Havana, Cuba                 | 63.92 m | 2º             | Medalha de Prata         |
| 1992 | XXV Jogos Olímpicos                           | Barcelona, Espanha           | 64.12 m | 3º             | Medalha de Bronze        |
| 1992 | VI Taça do Mundo                              | Havana, Cuba                 | 63.66 m | 2º             |                          |
| 1993 | IV Campeonatos Mundiais                       | Estugarda, Alemanha          | 60.10 m | 17º na qualif. | Não apurado para a final |
| 1995 | XI Jogos Pan-Americanos                       | Mar del Plata, Argentina     | 63.58 m | 1º             | Medalha de Ouro          |
| 1995 | V Campeonatos Mundiais                        | Gotemburgo, Suécia           | 57.58 m | 31º na qualif. | Não apurado para a final |
| 1996 | XXVI Jogos Olímpicos                          | Atlanta, Estados Unidos      | 59.22 m | 22º na qualif. | Não apurado para a final |